# Kwon
Kwon là một trong những họ phổ biến của người Triều Tiên.

## Những người nổi tiếng họ Kwon
G Dragon: Kw9n Ji Yong- trưởng nhóm nhóm nhạc huyền thoại Big Bang
- Kwon Yuri: Thành viên nhóm nhạc SNSD
- Kwon Sohyun: Thành viên nhóm nhạc 4Minute
- Kwon Sangwoo: Diễn viên
- Solbi: Ca sĩ.
- BoA: Ca sĩ.
- G-Dragon (Kwon Jiyong): Thành viên nhóm nhạc Big Bang
- Tyler Kwon: Chủ tịch Coridel (Mỹ) là người Mỹ gốc Hàn. Đầu tư vào nhiều lĩnh vực tại Hàn Quốc và là Chủ tịch của 3 công ty lớn.
- Kwon Eun- bi: trưởng nhóm của nhóm nhạc nữ IZ*ONE
- Kwon Nara: Thành viên nhóm nhạc Hello Venus
- Kwon Soonyoung: Thường được biết đến với nghệ danh Hoshi, thành viên nhóm nhạc Seventeen.
- Kwon Mina: Diễn viên, ca sĩ, cựu thành viên nhóm nhạc AOA
- Kwon Hyun-Bin
- Kwon Se Eun: Ca sĩ, cựu thành viên nhóm nhạc nam AkDong Club 악동클럽